# Sainte-Même
Pour les articles homonymes, voir Même.
Sainte-Même est une commune du Sud-Ouest de la France située dans le département de la Charente-Maritime, en région Nouvelle-Aquitaine.
Ses habitants sont appelés les Saint-Mêmois et les Saint-Mêmoises.

## Géographie

### Communes limitrophes
|                    | Fontenet    | Varaize      |
| Asnières-la-Giraud | Sainte-Même | Aumagne      |
|                    | Nantillé    | Authon-Ébéon |

### Hydrographie
- La Courance, petit ruisseau qui prend sa source sur le territoire de la commune et s'en va vers le Sud / Est.

## Urbanisme

### Typologie
Au 1er janvier 2024, Sainte-Même est catégorisée commune rurale à habitat dispersé, selon la nouvelle grille communale de densité à 7 niveaux définie par l'Insee en 2022.
Elle est située hors unité urbaine. Par ailleurs la commune fait partie de l'aire d'attraction de Saint-Jean-d'Angély, dont elle est une commune de la couronne,. Cette aire, qui regroupe 37 communes, est catégorisée dans les aires de moins de 50 000 habitants,.

### Occupation des sols
L'occupation des sols de la commune, telle qu'elle ressort de la base de données européenne d’occupation biophysique des sols Corine Land Cover (CLC), est marquée par l'importance des territoires agricoles (87,5 % en 2018), une proportion identique à celle de 1990 (87,5 %). La répartition détaillée en 2018 est la suivante : 
terres arables (71,2 %), zones agricoles hétérogènes (12,6 %), forêts (7,7 %), zones urbanisées (4,8 %), cultures permanentes (3,7 %). L'évolution de l’occupation des sols de la commune et de ses infrastructures peut être observée sur les différentes représentations cartographiques du territoire : la carte de Cassini (XVIIIe siècle), la carte d'état-major (1820-1866) et les cartes ou photos aériennes de l'IGN pour la période actuelle (1950 à aujourd'hui).

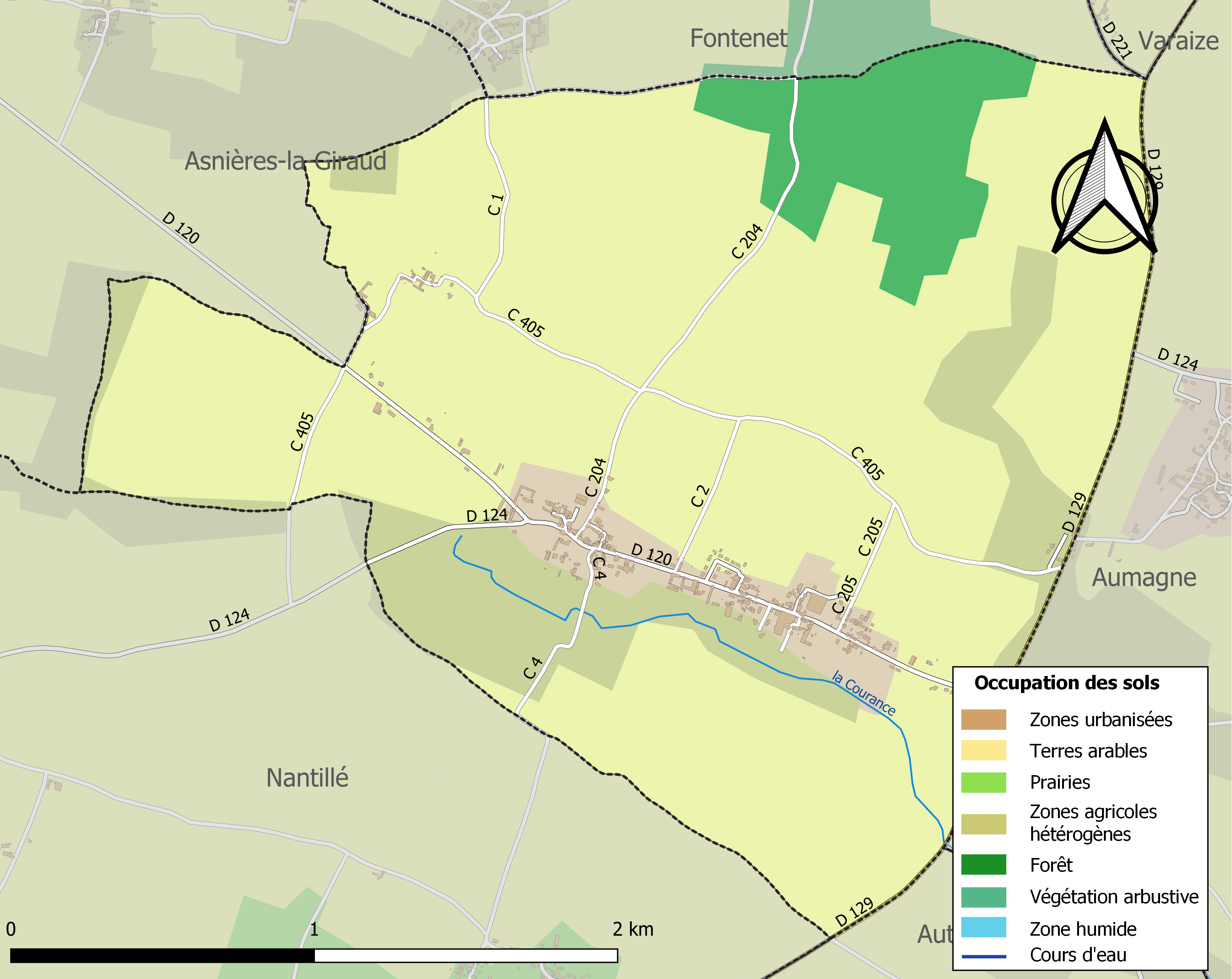
Carte des infrastructures et de l'occupation des sols de la commune en 2018 (CLC).

### Risques majeurs
Le territoire de la commune de Sainte-Même est vulnérable à différents aléas naturels : météorologiques (tempête, orage, neige, grand froid, canicule ou sécheresse), inondations et séisme (sismicité modérée). Il est également exposé à un risque technologique,  le transport de matières dangereuses. Un site publié par le BRGM permet d'évaluer simplement et rapidement les risques d'un bien localisé soit par son adresse soit par le numéro de sa parcelle.

#### Risques naturels
Certaines parties du territoire communal sont susceptibles d’être affectées par le risque d’inondation par débordement de cours d'eau. La commune a été reconnue en état de catastrophe naturelle au titre des dommages causés par les inondations et coulées de boue survenues en 1982, 1999 et 2010,.
Par ailleurs, afin de mieux appréhender le risque d’affaissement de terrain, l'inventaire national des cavités souterraines permet de localiser celles situées sur la commune.
Concernant les mouvements de terrains, la commune a été reconnue en état de catastrophe naturelle au titre des dommages causés par des mouvements de terrain en 1999 et 2010.

#### Risques technologiques
Le risque de transport de matières dangereuses sur la commune est lié à sa traversée par une ou des infrastructures routières ou ferroviaires importantes ou la présence d'une canalisation de transport d'hydrocarbures. Un accident se produisant sur de telles infrastructures est susceptible d’avoir des effets graves sur les biens, les personnes ou l'environnement, selon la nature du matériau transporté. Des dispositions d’urbanisme peuvent être préconisées en conséquence.

## Toponymie
Le nom de la commune provient de Maxima, à qui la paroisse avait été dédiée.

## Histoire
J. Jarry, dans son livre Inscriptions latines et étrangères du Poitou, tome 2, édition ADANE, indique : « M. Michaux  signale dans le Bulletin de la Société des Antiquaires de l'Ouest (BSAO, 4ème  série, tome XV, 1979-80, p.82) - la découverte à Sainte-Même au pied du mur Nord de l’église, d’un fragment de pierre portant une inscription signifiant :  Ici se trouvent les reliques de Sainte Même, (Vierge).
Malheureusement, il a négligé de fournir le texte latin. »

## Administration

### Liste des maires
| Période                                  | Période  | Identité           | Étiquette | Qualité                    |
| ---------------------------------------- | -------- | ------------------ | --------- | -------------------------- |
| 2004                                     | 2014     | Brigitte Griffault |           |                            |
| 2004                                     | 2020     | Denis Grateau      | DVG       | Retraité Fonction publique |
| 2020                                     | En cours | Danielle Pertus    |           | Ancienne cadre             |
| Les données manquantes sont à compléter. |          |                    |           |                            |

## Démographie

### Évolution démographique
L'évolution du nombre d'habitants est connue à travers les recensements de la population effectués dans la commune depuis 1793. Pour les communes de moins de 10 000 habitants, une enquête de recensement portant sur toute la population est réalisée tous les cinq ans, les populations de référence des années intermédiaires étant quant à elles estimées par interpolation ou extrapolation. Pour la commune, le premier recensement exhaustif entrant dans le cadre du nouveau dispositif a été réalisé en 2006.

En 2022, la commune comptait 225 habitants, en évolution de −8,54 % par rapport à 2016 (Charente-Maritime : +4,04 %, France hors Mayotte : +2,11 %).
| 1793 | 1800 | 1806 | 1821 | 1831 | 1836 | 1841 | 1846 | 1851 |
| ---- | ---- | ---- | ---- | ---- | ---- | ---- | ---- | ---- |
| 318  | 313  | 314  | 323  | 318  | 347  | 339  | 361  | 347  |

| 1856 | 1861 | 1866 | 1872 | 1876 | 1881 | 1886 | 1891 | 1896 |
| ---- | ---- | ---- | ---- | ---- | ---- | ---- | ---- | ---- |
| 382  | 412  | 451  | 427  | 405  | 399  | 370  | 301  | 302  |

| 1901 | 1906 | 1911 | 1921 | 1926 | 1931 | 1936 | 1946 | 1954 |
| ---- | ---- | ---- | ---- | ---- | ---- | ---- | ---- | ---- |
| 297  | 322  | 301  | 279  | 273  | 267  | 276  | 254  | 278  |

| 1962 | 1968 | 1975 | 1982 | 1990 | 1999 | 2006 | 2011 | 2016 |
| ---- | ---- | ---- | ---- | ---- | ---- | ---- | ---- | ---- |
| 275  | 246  | 252  | 197  | 183  | 163  | 230  | 252  | 246  |

| 2021 | 2022 | - | - | - | - | - | - | - |
| ---- | ---- | - | - | - | - | - | - | - |
| 231  | 225  | - | - | - | - | - | - | - |

## Lieux et monuments

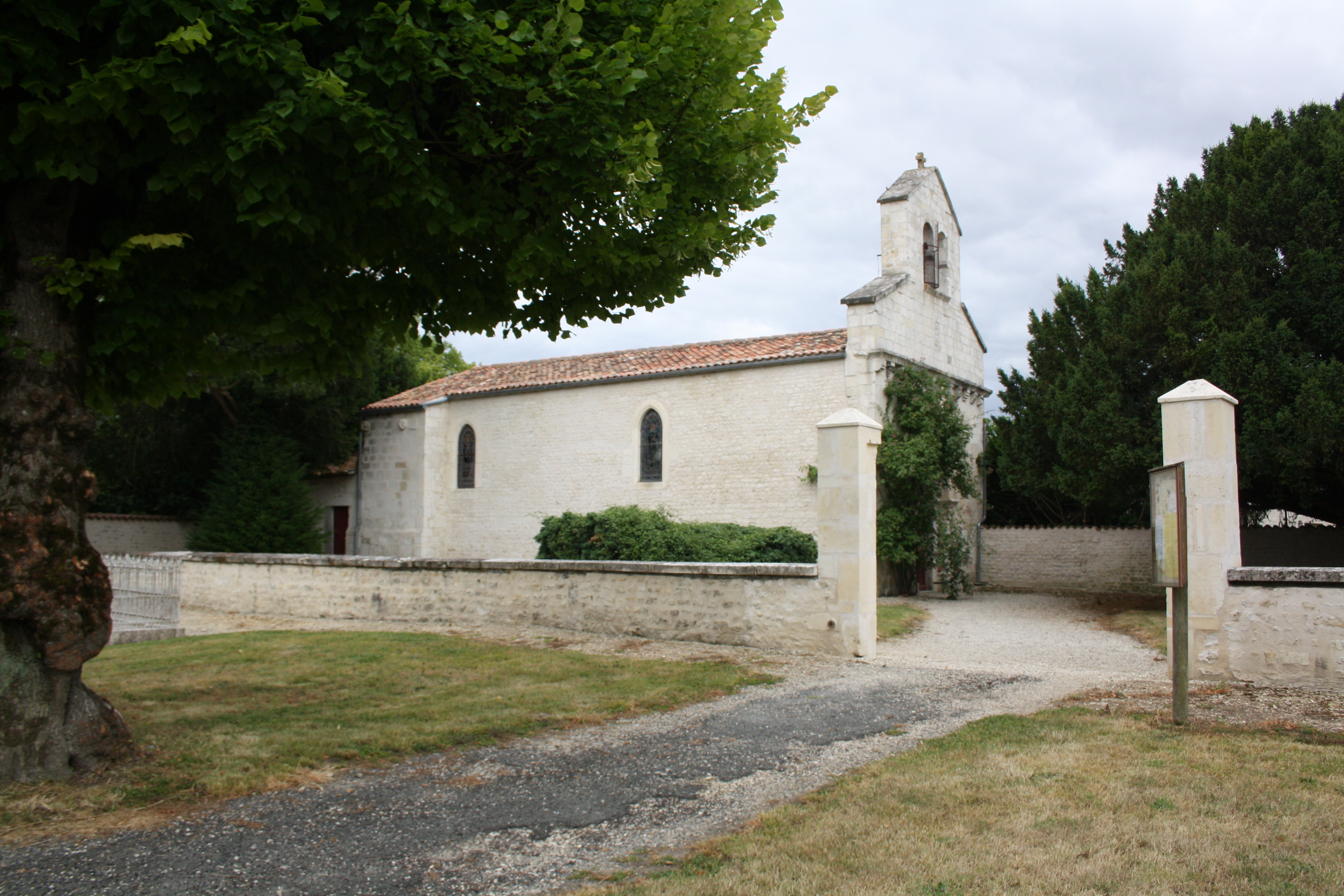
Église Saint-Laurent - façade Nord / Ouest.

- Église Saint-Laurent (XIIe et XVIe siècles).